# Jimmy Wakely
Jimmy Wakely (Mineola, 16 februari 1914 – 23 september 1982) was een Amerikaanse countryzanger en cowboyvertolker.

## Jeugd
De uit armoedige omstandigheden afkomstige Jimmy Wakely groeide op in het landelijke Oklahoma en was sinds zijn vroegste jeugd fan van Jimmie Rodgers. Met Johnny Bond en Scotty Harrell richtte hij het Three Bell Trio op. Aan het eind van de jaren 1930 lukte het de drie muzikanten om een vaste verbintenis te krijgen bij een radiostation in Oklahoma City. Toen Harrell zich terug trok en werd vervangen door Dick Reinhart, werd de naam veranderd in Jimmy Wakely Trio. In 1940 ontmoetten ze Gene Autry. De superster van de Hollywood-western bezorgde hen optredens in zijn  radioshow Melody Ranch in Los Angeles.

## Carrière
In 1942 tekende Wakely een platencontract bij Decca Records. Zijn eerste hit was There's a Star Spangled Banner Waving Somewhere. In 1949 bereikte zijn popgeoriënteerde song I'm Sending You Red Roses de 3e plaats van de countryhitlijst. Naast zijn muzikale activiteiten trad hij als kleine acteur op in westerns, vaak aan de zijde van Johnny Bond en Dick Reinhart.
In 1944 kreeg hij van de kleine filmmaatschappij Monogram Pictures de hoofdrol in de b-western Song Of The Range. Wakely zag zijn kans schoon en werd tot een van de bekendste zingende cowboys in het naoorlogse Hollywood. Weliswaar had het westerngenre zijn hoogtepunt reeds overschreden, zodat zijn filmcarrière slechts van korte duur was. Des te succesvoller was hij als zanger. Met zijn aangename, warme stem bereikte hij moeiteloos hoge klasseringen zowel in de country- als ook in de pophitlijst.
In 1947 wisselde hij naar Capitol Records. Met One Has My Name (The Other Has My Heart) scoorde hij een jaar later een van de grootste hits uit de jaren 1940. Dit succes werd echter overtroffen door het in duet met Margaret Whiting gezongen Slipping Around, dat een ongelooflijke periode van zeventien weken de toppositie van de countryhitlijst aanvoerde en bovendien de 1e plaats van de pophitlijst bereikte. Wakely en Whiting  namen vervolgens nog verdere succesvolle singles op. Daarna verminderden de verkoopcijfers en wisselde hij meermaals van label. In 1952 kreeg hij zijn eigen radioshow, de Jimmy Wakely Show. In 1961 verzorgde hij samen met Tex Ritter een tv-show.

## Overlijden
Jimmy Wakely overleed in september 1982 op 68-jarige leeftijd.

## Discografie
- 1956: Santa Fe Trail
- 1957: Enter & Rest & Pray
- 1966: Slippin' Around
- 1967: Enter & Rest & Pray
- 1968: Show Me The Morning
- 1969: Heartaches
- 1969: Please Don't Hurt Me Anymore

## Filmografie
- 1939: Saga of Death Valley
- 1959: Shotgun Slade (tv-serie, een aflevering)

- Bibliothèque nationale de France: cb13900952v (data)
- Gemeinsame Normdatei: 134549481
- International Standard Name Identifier: 0000 0000 5513 4832
- Library of Congress Control Number: n91091582
- MusicBrainz: 0b8f67b3-b1d8-4d7a-8317-9d2e7e1cb277
- SNAC: w62r3q9w
- Trove: 1525238
- Virtual International Authority File: 17409222
- WorldCat: E39PBJcgy4CXKXHd8tJ6yDhrbd